# Australische boomloper
De Australische boomloper (Daphoenositta chrysoptera) is een zangvogel uit de familie Neosittidae.

## Verspreiding en leefgebied
Deze soort is endemisch in Australië en telt vijf ondersoorten:
- D. c. leucoptera: noordwestelijk tot het noordelijke deel van Centraal-Australië.
- D. c. striata: noordoostelijk Australië.
- D. c. leucocephala: oostelijk Australië.
- D. c. chrysoptera: zuidoostelijk Australië.
- D. c. pileata: zuidwestelijk, westelijk-centraal, centraal en zuidelijk Australië.

## Status
De grootte van de populatie is niet gekwantificeerd maar de soort wordt omschreven als algemeen. Op de Rode lijst van de IUCN heeft deze soort de status niet bedreigd.